# 新北市區公車916路線
新北市區公車916路線，由台北客運、首都客運共同營運。起點三峽，終點為捷運永寧站。

為國立臺北大學特定區提供快捷前往捷運站的交通服務，當臺北大學在2010年完成遷校計劃時，916仍為該區主要路線，曾經班次密度在尖峰時刻至2分鐘一班，而首都客運更一度投放「首都之星」高級客車行走，直至近年三峽地區交通有所改善，但在尖峰期間班次密度仍維持在4-6分鐘。
916公車「大學風呂往捷運永寧站」方向跳蛙公車自105年2月25日起並且試辦三個月，916公車「大學風呂往捷運永寧站」方向跳蛙公車發車時間在試辦期間只限平日06點50分以及07點10分。

## 歷史
- 2006年5月31日闢駛。
- 916公車「大學風呂往捷運永寧站」方向跳蛙公車自105年2月25日起並且試辦三個月，916公車「大學風呂往捷運永寧站」方向跳蛙公車發車時間在試辦期間只限平日06點50分以及07點10分[1][2][3]。

## 行經重點站名
1. 三峽老街
2. 國家教育研究院
3. 台北大學正門，台北大學三峽校區，恩主公醫院
4. 三鶯國民運動中心

## 外部連結
- 首都客運 （页面存档备份，存于）
- 台北客運 （页面存档备份，存于）
- 大臺北公車916 （页面存档备份，存于）
- 暢行台北公車客運資訊站的Facebook專頁